# Радищев Афанасій Прокопович
Радищев Афанасій Прокопович (1683/84—1746) — член Генерального військового суду (з 1732 по 11 вересня 1734 рр.), член («от великороссийских») тимчасового правління Генеральної військової канцелярії (з 29 грудня 1733 по 1 березня 1734 рр.), член Правління гетьманського уряду (з 22 березня 1734 по вересень 1735 рр.), Стародубський полковник з 1734 по 1741 рр. Дід російського письменника Олександра Миколайовича Радищева.

## Військова служба
Службу почав солдатом у «потішному» Преображенському полку в 1703 році, а продовжив у Київському піхотному полку прапорщиком. У 1708 році отримав звання капітана, а в 1726 р. — підполковника. В цьому ж році звільнився в званні полковника з армії. Брав участь в Полтавській битві.

## Керівництво в Глухові
В 1732 році починається діяльність в Глухові. Спочатку Афанасія Радищева вводять до складу Генерального військового суду (до 11 вересня 1734 р.). Потім, паралельно, 29 грудня 1733 року його призначають членом («от великороссийских») тимчасового правління Генеральної військової канцелярії.
А з 22 березня 1734 р. він разом з іншими двома росіянами князем Шаховським Олексієм Івановичем та полковником Кишкиним Семеном Тимофійовичем увійшов до складу Правління гетьманського уряду.

## Стародубський полковник
У вересні 1734 рік Афанасія Радищев призначається Стародубським полковником. Цей полк був одним з найбільших і багатих полків України. На цій посаді він перебував до 21 вересня 1741 року. У 1737—1738 рр. знаходився в Києві, де «через цілий рік і два місяці містив над малоросійськими полками головну команду».
Був відставлений з чином бригадира, після чого повернувся в рідні місця, під Малоярославець, в маєток Нємцова, де і помер. Похований у збудованій ним церкві Казанської ікони Божої матері в Малоярославці.